# 髄膜炎-尿閉症候群
髄膜炎-尿閉症候群（ずいまくえん　にょうへい　しょうこうぐん、meningitis-retention syndrome, MRS）は、急性無菌性髄膜炎と尿閉が同時に起こる疾患。新たに認識された炎症性神経疾患であり、その有病率はまだ明らかにされていない。

## 症候
MRSはあらゆる年齢でみられる。臨床的に、MRSは以下の組み合わせで定義される。a）無菌性髄膜炎（麻痺を伴わない下肢反射活発が見られる場合がある。稀に、髄膜刺激徴候を欠き、脳脊髄液の蛋白細胞増多のみを伴うことがある）、およびb）急性尿閉。無菌性髄膜炎の原因の多くはウイルス性であるが、自己免疫機序でもみられることがある。MRSは無菌性髄膜炎の8%に発生する。髄膜刺激症状の発生から尿閉までの潜伏期間は0-8日である。ただし、一部の患者では、尿閉が発熱や頭痛に先行してみられる場合がある。MRSにおける尿閉の期間は7-14日で、最大で10週間続くことがある。MRSの原因として、軽度の急性散在性脳脊髄炎（acute disseminated encephalomyelitis ADEM）が想定されている。その理由として、一部の患者で脳脊髄液中のミエリン塩基性タンパク上昇があり、脳の磁気共鳴画像で可逆性の脳梁病変が見られることがあるためである。

## 原因
ADEMで観察されるように、MRSの先行/併存する感染症等には、EBウイルス、単純ヘルペスウィルス、水痘・帯状疱疹ウイルス、ウエストナイルウイルス、リステリアなどが含まれる。これらに加えて、脳脊髄液中アデノシンデアミナーゼ（ADA）濃度の上昇や脳脊髄液/血清グルコース比の低下が、MRSの発症の予測因子となる可能性がある。

## 診断
尿閉時に膀胱内圧測定（シストメトリー）を含む尿流動態検査（ウロダイナミクス）を施行した全例で、排尿筋低活動が認められている。尿流動態検査を繰り返し施行した報告では、排尿筋低活動が4ヶ月後に正常または過活動に変化したことが示され、後者は、上位運動ニューロンの障害による膀胱機能障害（脊髄ショック）を示唆するように思われる。MRSの鑑別として、性器ヘルペス（単純ヘルペスウィルス、水痘帯状疱疹ウィルス）および、いわゆるエルスバーグ症候群が挙げられる。いわゆるエルスバーグ症候群の臨床的/病理学的特徴として、脳脊髄液異常が稀、臨床的髄膜炎がみられない、亜急性/慢性の経過、典型的な馬尾神経の運動・感覚・自律神経症状を呈する、脊髄伝導路のワーラー変性、上位運動ニューロン徴候がある。これらはいずれも、MRSの臨床徴候と異なる。

## 治療
MRSは自然寛解型の疾患と考えられており、MRSにおける尿閉の期間は多くは7-14日で、最大で10週間続く場合がある。MRSにおける尿閉はほとんどの場合で改善するが、清潔間欠自己導尿（clean、intermittent self-catheterization CIC）を行うことによって膀胱の過伸展損傷を予防することが重要である。MRSの自然寛解的な特性のため、ステロイドパルス療法が尿閉の期間を短縮するかどうかは明らかにされていない。

## 歴史
髄膜炎-尿閉症候群は、脳神経内科医の榊原隆次のチームにより2005年に最初に提唱された。